# Tomb Raider: Underworld
 (février 2018).
Si vous disposez d'ouvrages ou d'articles de référence ou si vous connaissez des sites web de qualité traitant du thème abordé ici, merci de compléter l'article en donnant les références utiles à sa vérifiabilité et en les liant à la section « Notes et références ».
Pour les articles homonymes, voir Underworld.
Tomb Raider: Underworld est un jeu vidéo d’action-aventure développé par Crystal Dynamics et édité par Eidos Interactive, sorti sur PlayStation 2, PlayStation 3, Wii, Windows, Mac OS X, Xbox 360 et Nintendo DS le 21 novembre 2008. Il s’agit du huitième épisode de la série Tomb Raider, et du troisième développé par Crystal Dynamics. Seules les versions PS2 et Wii ont été développées par une société tierce du nom de Buzz Monkey Software.

## Trame

### Scénario
La jeune aventurière est à la recherche d’Avalon (équivalent à la mythologie nordique de Helheim) dans le but d'avoir des réponses sur le sort tragique de sa mère (voir Tomb Raider: Legend).
Prenant place entre autres dans des tombeaux mayas du sud du Mexique, Tomb Raider: Underworld, comme son nom le laisse supposer, donnera à Lara l’occasion de visiter les mondes souterrains de plusieurs civilisations.
Les événements commencent après Tomb Raider: Legend, néanmoins, l'aventure est conçue pour être accessible à tous. Les scénaristes ont passé beaucoup de temps à travailler sur l'histoire, à étudier les mythes, l'architecture et les mécanismes des civilisations sur lesquelles l'intrigue est basée. Des photographes ont même été envoyés dans les régions explorées pour rapporter des images de la faune, de la flore et de l'architecture locales.
Au niveau des personnages, Lara retrouvera Zip, son conseiller technique, Alister, son collaborateur scientifique et Winston, son fidèle majordome. Elle retrouve Amanda Evert (de Tomb Raider: Legend) ainsi que Natla, la principale antagoniste de Tomb Raider: Anniversary.

Le scénario porte sur le légendaire marteau de Thor, Mjöllnir. Lara découvrira qu'il ne s'agit pas seulement d'une légende, en explorant des ruines sous l'eau dans le premier niveau, la Mer Méditerranée. Ainsi, elle partira à la recherche des possessions fondamentales de Thor : ses deux gantelets Járngreipr, sa ceinture Megingjord et son marteau Mjöllnir. En ne laissant pas les questions de Legend en suspens…
| Mer Méditerranée Thaïlande Angleterre Mexique Jan Mayen Mer d'Andaman Océan Arctique |

#### Présentation des niveaux
Les 7 niveaux du jeu sont :

##### Mer Méditerranée
- 1- Le chemin d'Avalon
- 2- Niflheim
- 3- La filière nordique
- 4- Le dieu du Tonnerre
- 5- Le royaume des morts

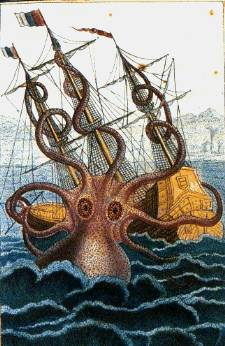
Pieuvre géante attaquant un navire britannique au large des côtes d'Angola, par Pierre Dénys de Montfort (1810).

Lara commence son voyage sur son yacht. Le professeur Eddington, ami de son défunt père, Richard Croft, l'a informé que ce dernier pensait que la mère de Lara était à Avalon. Selon cet ami, Avalon se situerait dans un site englouti de Méditerranée, que son père comptait fouiller. Lara plonge donc dans les abysses et découvre d'anciennes constructions sous-marine, qui étaient sans doute au-dessus du niveau de la mer lors de la dernière ère glaciaire. Lorsqu'elle émerge à l'intérieur, Lara comprend que ces constructions sont en fait celle de Niflheim, un des Neuf Mondes de la mythologie nordique, équivalent de l'Avalon celtique. Plus loin, Lara se retrouve face à un Kraken et parvient à le tuer en lui faisant tomber dessus une coupole gigantesque. Le kraken affaissé libère un couloir et Lara trouve une statue de Thor et l'un des gantelets du dieu. Avant qu'elle puisse repartir, des mercenaires au service d'Amanda arrivent, l'assomment et repartent avec le gantelet. Lara parvient à remonter à la surface et à monter sur le cargo d'Amanda. À l'intérieur, Lara retrouve Natla qui lui apprend que là où le père de Lara croyait la mère de Lara, à Niflheim, c'est en réalité à Helheim qu'elle se trouve. D'après elle, ce monde où vont les gens morts de maladie et de vieillesse, ne ferait qu'un avec Avalon. Elle ajoute que le second gantelet est en Thaïlande, sur la côte ouest. Il s'ensuit un combat qui voit le cargo sombrer et Lara se rendre en Thaïlande.

##### Côtes Thaïlandaises
- 6- Vestiges
- 7- Bhogavati
- 8- Le monde ancien
- 9- Plus un pantin

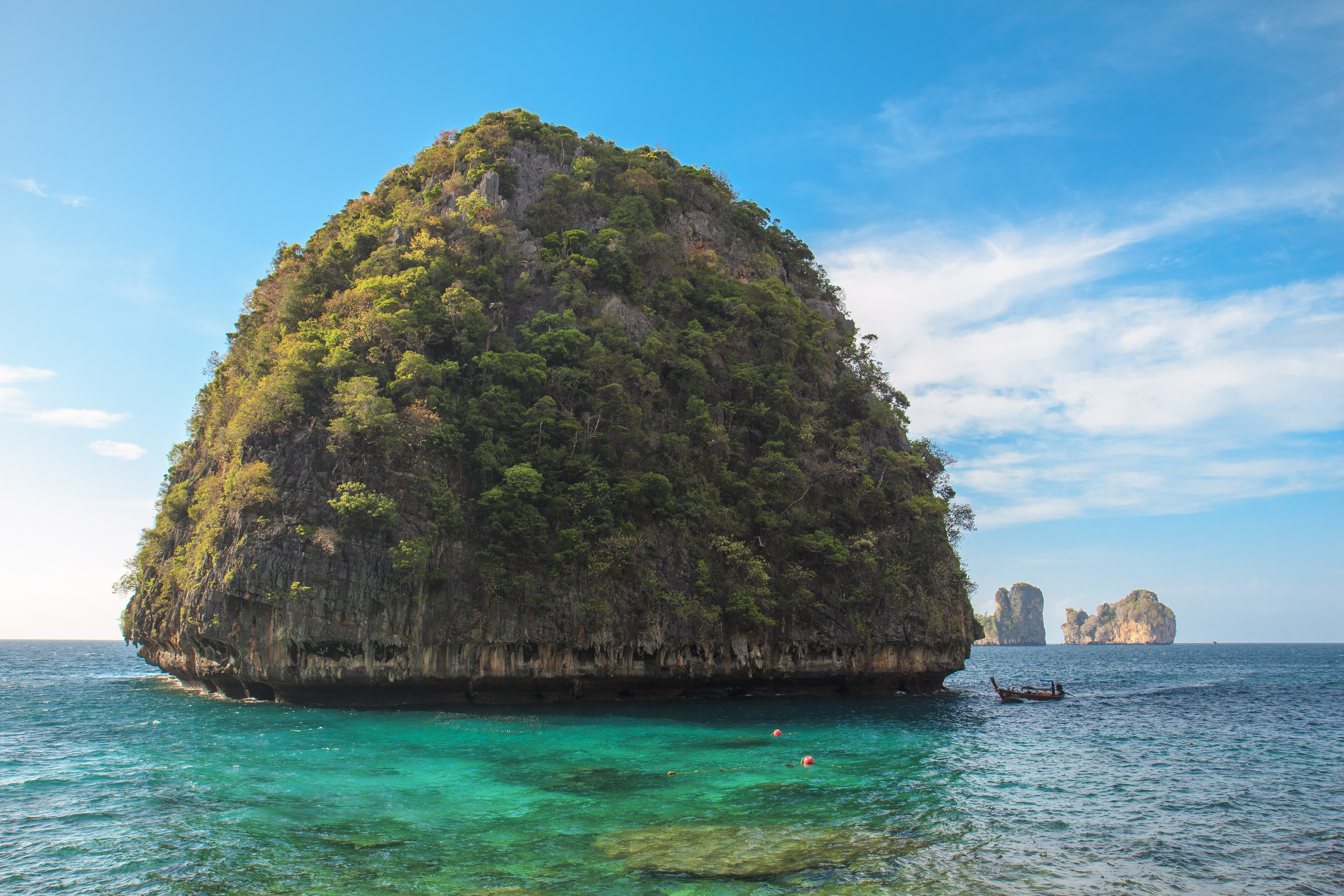
Rocher de la baie de Loh Samah, aux Îles Phi Phi, côte occidentale de la Thaïlande.

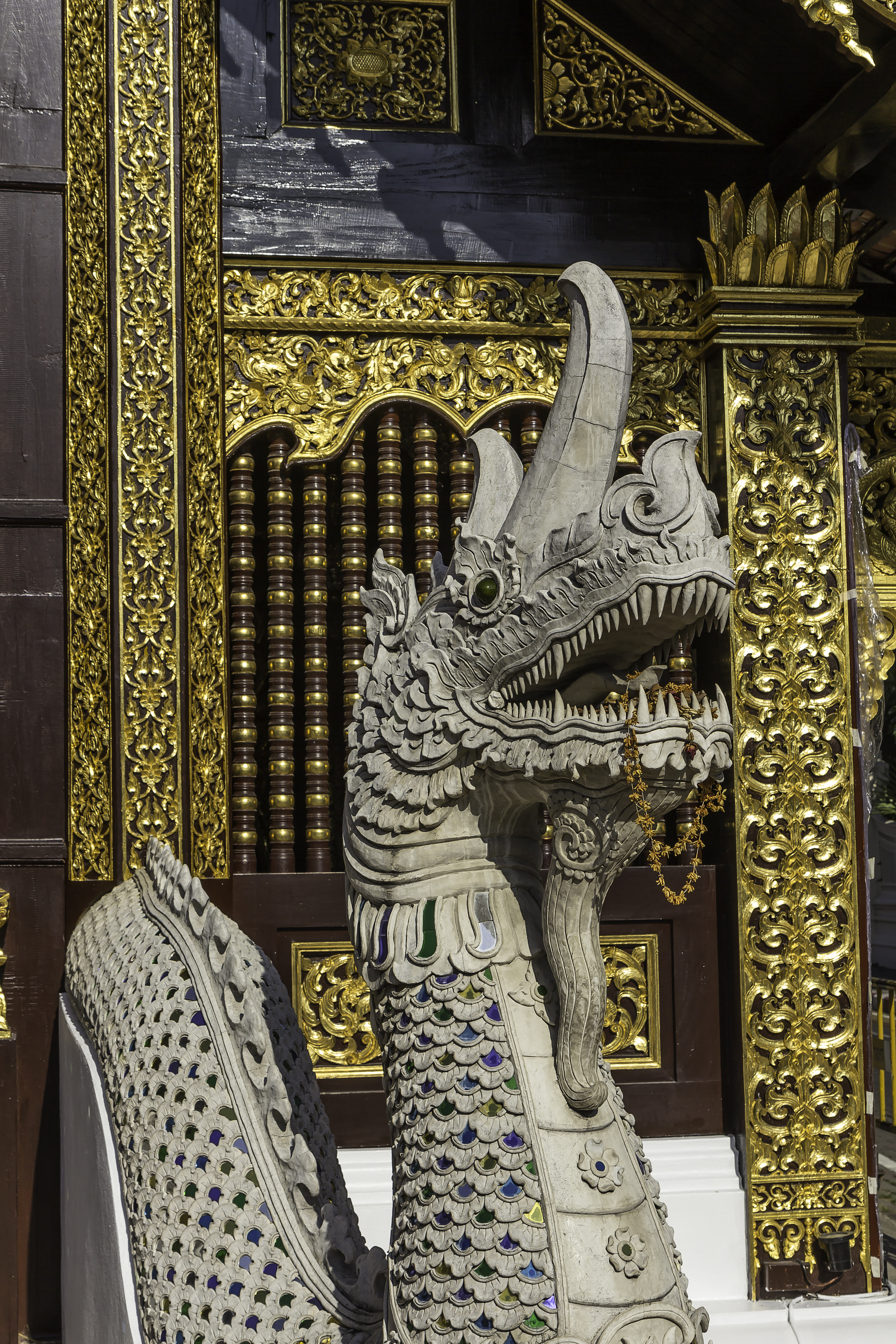
Nāga ; Chiang Mai - Wat Inthakin Sadue Muang

Au sud-ouest de la Thaïlande, Lara découvre des ruines hindoues. Elle parvient dans un sanctuaire après avoir combattu quelques tigres : Bhogavati. En actionnant une gigantesque statue figurants le dieu Shiva et la déesse Kali, Lara libère un passage souterrain aux constructions relativement similaires à Niflheim, par-dessus lesquelles les ruines hindoues ont été construites. Durant ce périple, Lara découvre que le premier gantelet lui permet de déplacer des blocs parcourus de runes proto-nordiques. Néanmoins, au lieu de trouver le second gantelet, Lara trouve, dans une cavité énorme, un message signé de son père. Ce dernier indique avoir pris et caché le gantelet car ne voulant pas le laisser tomber dans les mains de Natla. Il s'était alors rendu compte que celle-ci le manipulait depuis le début et qu'il ne voulait plus être un pantin entre ses mains. C'est pour la même raison qu'il détruisit une carte indiquant l'emplacement des différents artéfacts de Thor, accompagnant un message laissé par Odin à l'intention de celui-ci. Lara en déduit alors la localisation de la cachette choisie par son père, au manoir des Croft, chez elle.

##### Manoir des Croft
- 10- Protégé par les morts

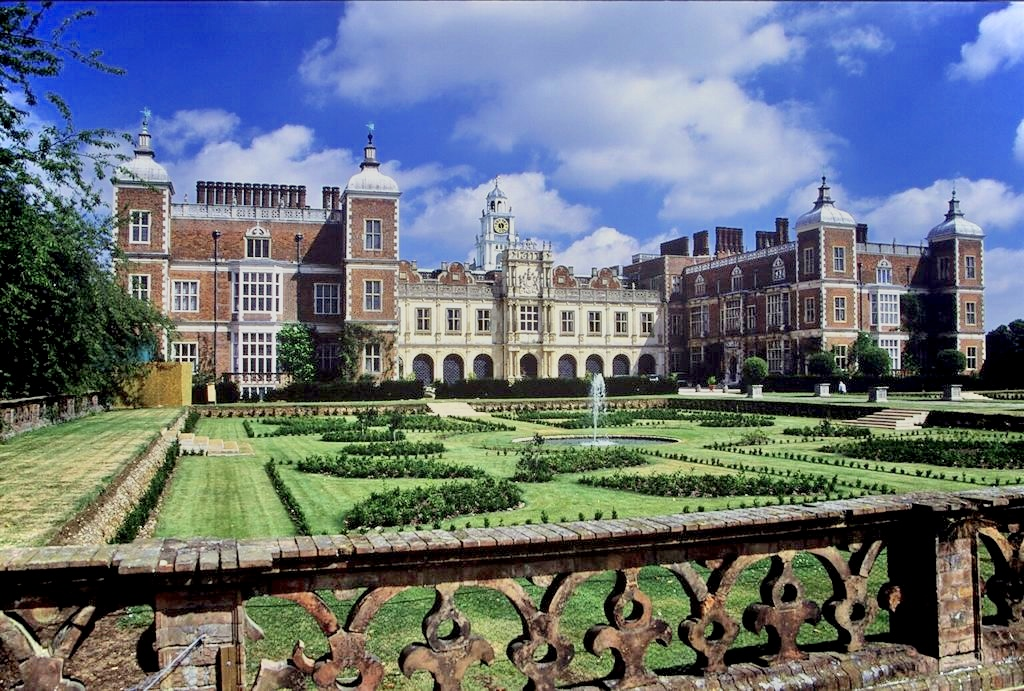
Hatfield House, qui a servi de modèle à plusieurs reprises pour représenter le Manoir des Croft, en particulier pour cet opus.

Lara rentre aux côtés de Zip, Alister et Winston. Le fait que son père ait signé le message avec ses trois initiales la pousse à croire que la relique est cachée dans la crypte familiale sous la tombe de son grand-père (qui porte ces mêmes initiales). Lara explore la crypte et y trouve le second gantelet ainsi qu'un message radiophonique laissé par son père, avouant avoir détruit la carte localisant les reliques. Néanmoins, il en a réalisé une copie, lui permettant de localiser les deux autres. À la fin de l'enregistrement, deux tigres thralls rapportés de Thaïlande par son père apparaissent. Lara est forcée de les combattre, avant de revenir au manoir par un tunnel. Malheureusement, un incendie s'y est déclaré. Parcourant des couloirs enflammés et enfumés, Lara se retrouve finalement face à Zip qui tente de lui tirer dessus. Il affirme qu'elle s'est introduite dans la chambre forte et a pris la pierre spectrale d'Amanda. Lara se rend alors à la chambre forte et rencontre un clone fabriqué par Natla pour aider Amanda à prendre la pierre. Le clone tue Alister. Lara sort de son manoir et malgré l'incompréhension de Zip, décide de se rendre dans le Sud du Mexique pour récupérer la ceinture de Thor.

##### Sud duMexique
- 11- Les jours sans noms
- 12- Xibalba
- 13- Le Serpent de Midgard
- 14- La terre des morts

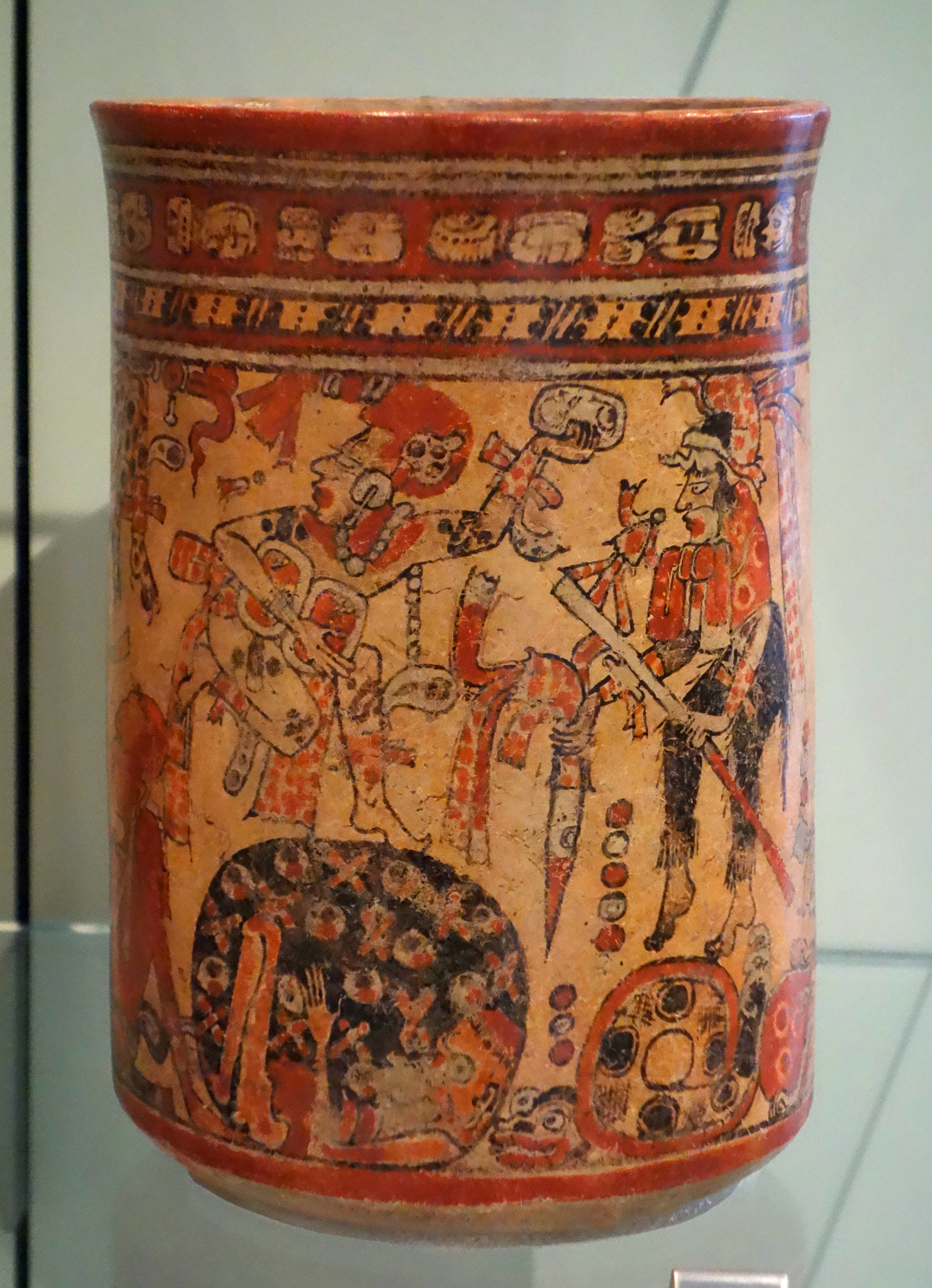
Objet représentant des divinités devant le tribunal de Xibalba. Musée royal de l'Ontario.

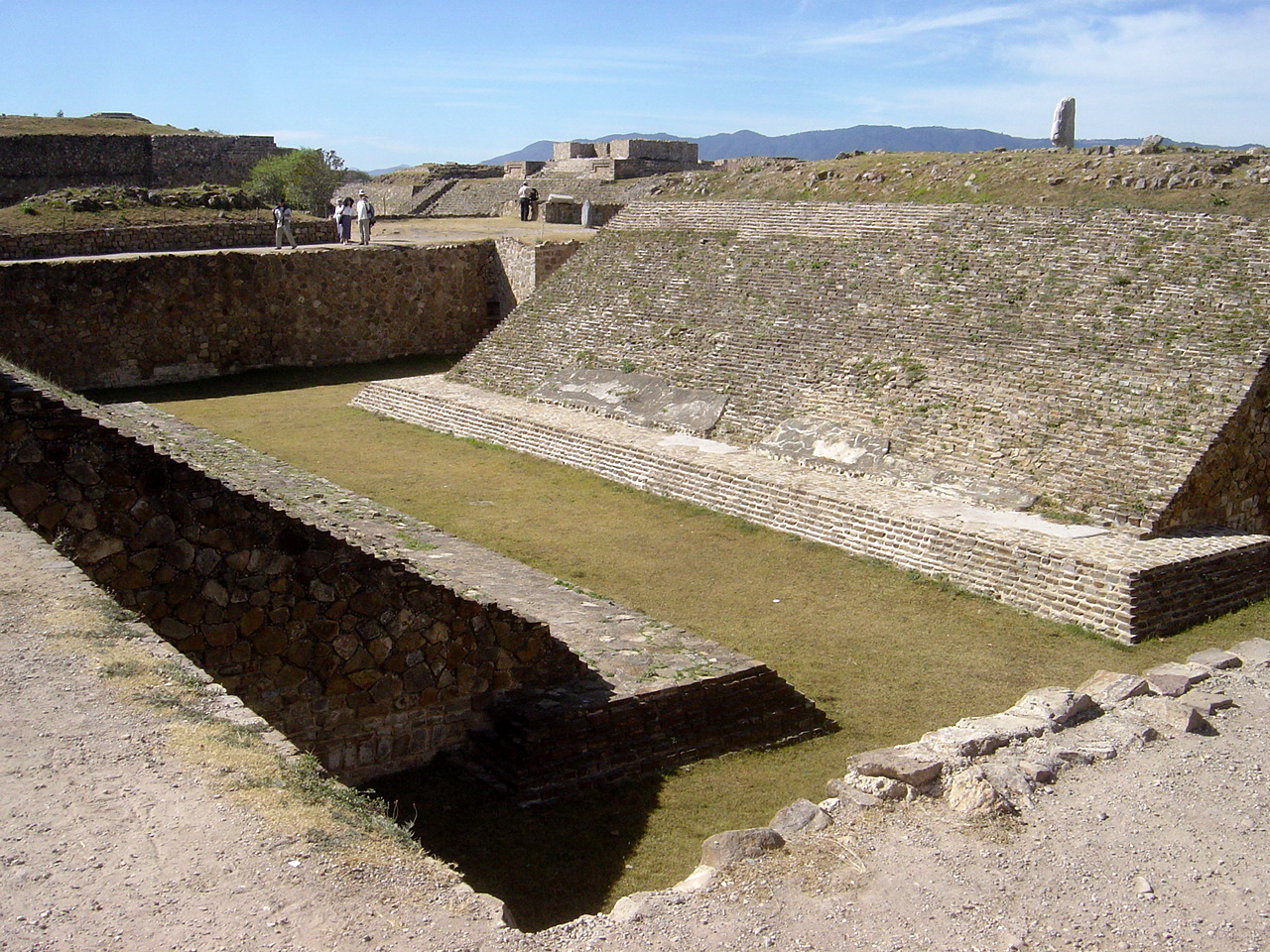
Terrain de jeu de balle, Monte Albán, Mexique.

Au Mexique, Lara parcourt un site archéologique Maya avec sa moto. Elle y est forcée d'y combattre des braconniers chassant la panthère noire, ayant creusé des pièges pour les attraper. Ce complexe, voué à Xibalba (l’au-delà Maya) inclut, en plus, deux calendriers may. La résolution d'une énigme associée à ces derniers permettra à d'accéder aux souterrains de Xibalba (situé sous un terrain de jeu de balle). Parcourant de façon acrobatique ces derniers, Lara débouchera dans une grande salle où un Serpent de Midgard (Jörmungandr) surplombe des statues de seigneurs de Xibalba. Elle devra ensuite rapporter des clés présentes dans quatre "maisons" piégées. Puis, la résolution d'une énigme liée au placement de ces statues libère une trappe menant à une gigantesque salle. Celle-ci est similaire aux salles d'allure porto-nordiques visitées dans les niveaux précédents. Là attaquent plusieurs thralls d'animaux félins, puis des thralls de mayas que Lara devra vaincre. Ceux-ci proviennent d'un liquide bleu et brillant : l'Eitr. Tout être tombé dedans devient un mort-vivant qui défend le lieu contre les intrus et le jette dans l'Eitr pour grossir les rangs des gardiens. Arrive alors un mécanisme avec une statue de Thor face au serpent de Midgard. Lara actionne le mécanisme qui fait s'abaisser le marteau de Thor, révélant une cavité dans laquelle repose la ceinture Megingjord. Lara la met et découvre que la faculté de la ceinture est de recharger les gantelets. Lara sort du temple souterrain et prend la direction du Jan Mayen.

##### Île Jan Mayen
- 15- Le portail des morts
- 16- Valhalla

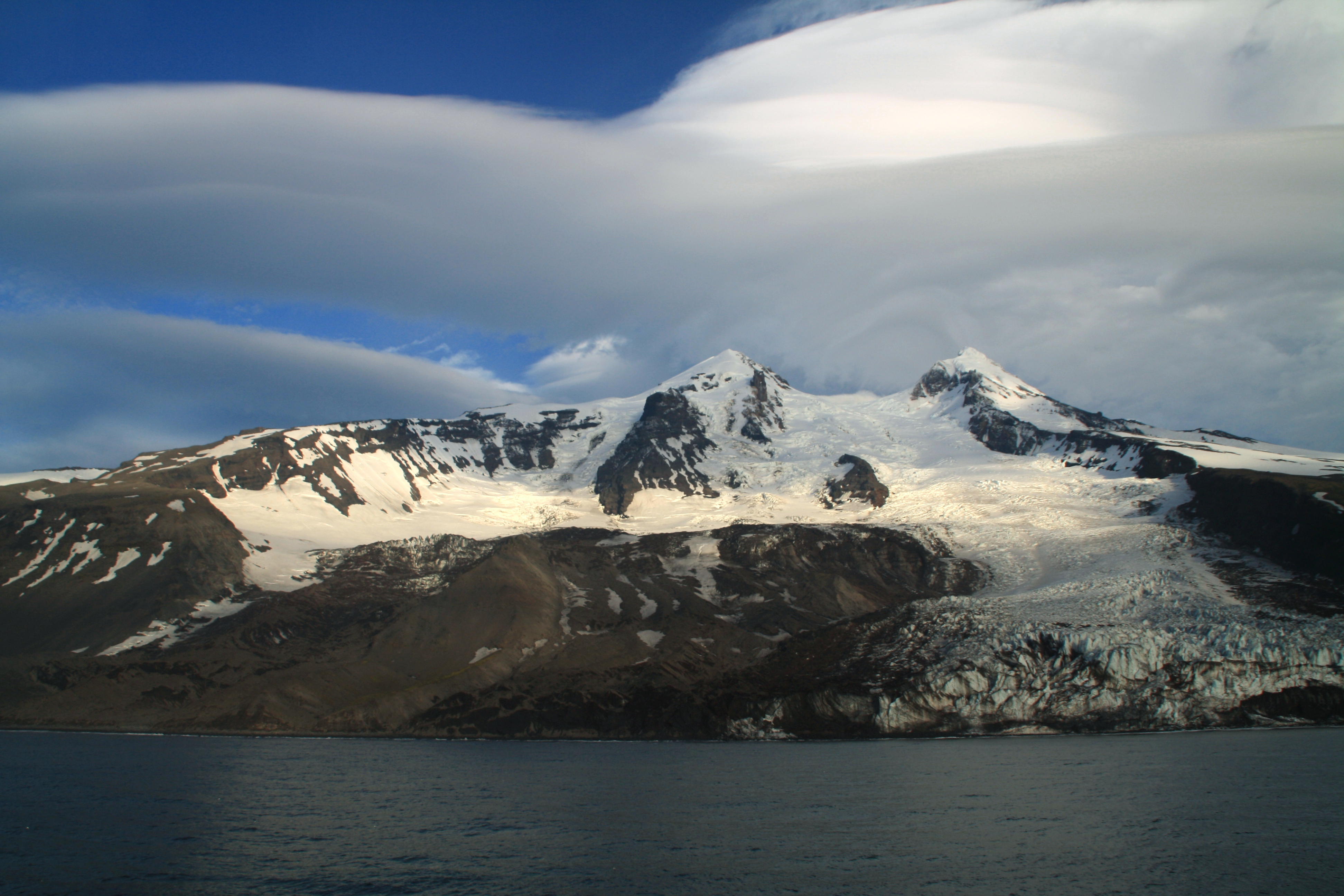
Glacier Weyprecht, Jan Mayen.

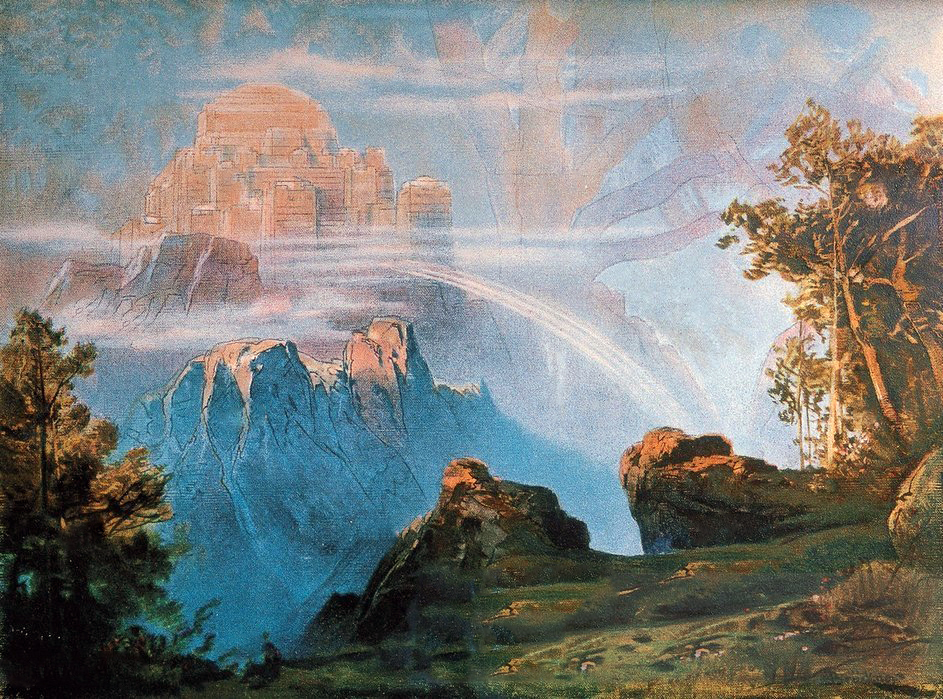
Valhalla par Max Brückner en 1896.

C'est dans un paysage enneigé que Lara, chevauchant sa moto, explore les recoins de l'île. Elle découvre une cavité au centre de laquelle repose un pilier gigantesque symbolisant l'entrée du Walhalla. Poursuivant son exploration, Lara parcourt de longs tunnels avec sa moto, affrontant des myriades de thralls de vikings. Contrainte de poursuivre à pied, elle pénètre dans une autre cavité où se trouve un chemin de pierre enjambant le vide que Lara emprunte. Plus loin, elle est confrontée à des yétis-thralls qu'elle doit vaincre pour continuer. Lara arrive finalement au bout du chemin et découvre le Marteau de Thor, Mjöllnir. Apprenant par Zip qu'un second cargo d'Amanda mouille en Thaïlande, Lara décide de s'y rendre, afin de retrouver Natla et la forcer à lui révéler les informations qu'elle recherche.

##### Mer d'Andaman
- 17- Rituels anciens

Lara attaque seule le paquebot d'Amanda. Elle y affronte les soldats de cette dernière avec le Marteau de Thor. Lara retrouve finalement Natla, toujours prisonnière, qui lui propose un marché : pour ouvrir le chemin de Helheim, il faut le Marteau, mais ensuite un rituel que Natla est la seule à connaître. De mauvaise grâce, Lara libère Natla malgré la menace d'Amanda, qui se fera trahir et assommer par le clone de Lara. Natla révèle finalement le lieu où se trouve Helheim à Lara et s'en va par les airs.

##### Océan Arctique
- 18- Helheim
- 19- Yggdrasil
- 20- Plus le temps !

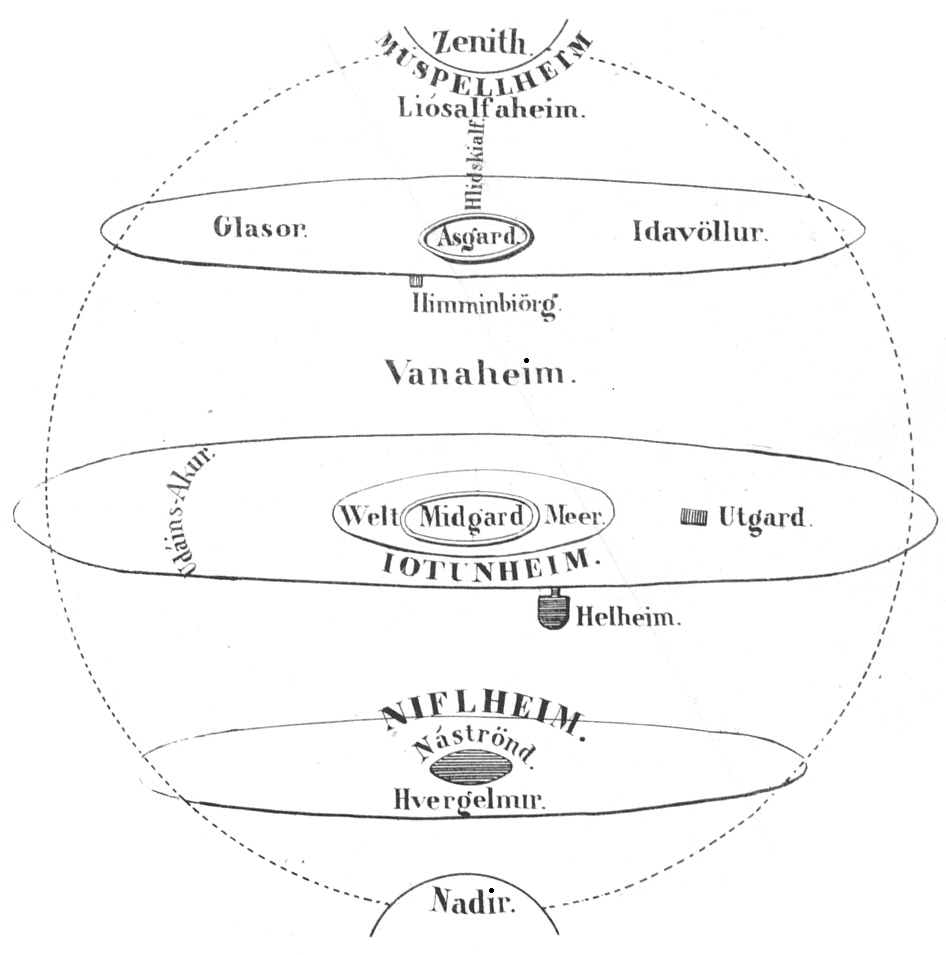
Croquis illustrant la cosmologie nordique. Henry Wheaton, 1831.

Selon Natla, c'est sous l'Océan Arctique que se trouve Helheim, au nord-est du Groenland. Lara plonge dans l'eau et découvre une forteresse sous-marine, gardée par des statues de dieux nordiques. Lara résout une énigme qui lui permet d'actionner un mécanisme de pont-levis et de pénétrer dans la forteresse. À l'intérieur, elle découvre Natla pratiquant le rituel permettant d’accéder sous les racines d'Yggdrasil, où elle parvient à son tour. Parcourant d'interminables galeries, Lara combat de nombreux yétis avant d'arriver derrière une silhouette féminine... Ce n'est autre que le corps putréfié de la mère de Lara, ramenée à la vie par les vapeurs toxiques de l'eitr. Natla arrive et lui annonce avoir tué Richard Croft qui s'était rebellé contre elle. Elle souhaite maintenant provoquer ce que les Vikings appellent le Ragnarök, fin du monde prophétique. Lara tente alors d'abattre Natla, mais en est empêchée par son clone. Alors que ce dernier se prépare à l'achever, Amanda surgit, porteuse de la pierre spectrale et projette le clone dans l'eitr, grâce au pouvoir de la pierre. Lara et Amanda font alors équipe : Amanda se chargeant de retenir des yétis, tandis que Lara rejoindrait Natla. Évoluant difficilement entre les structures du niveau, Lara débouche dans une cavité et fait face à Natla.

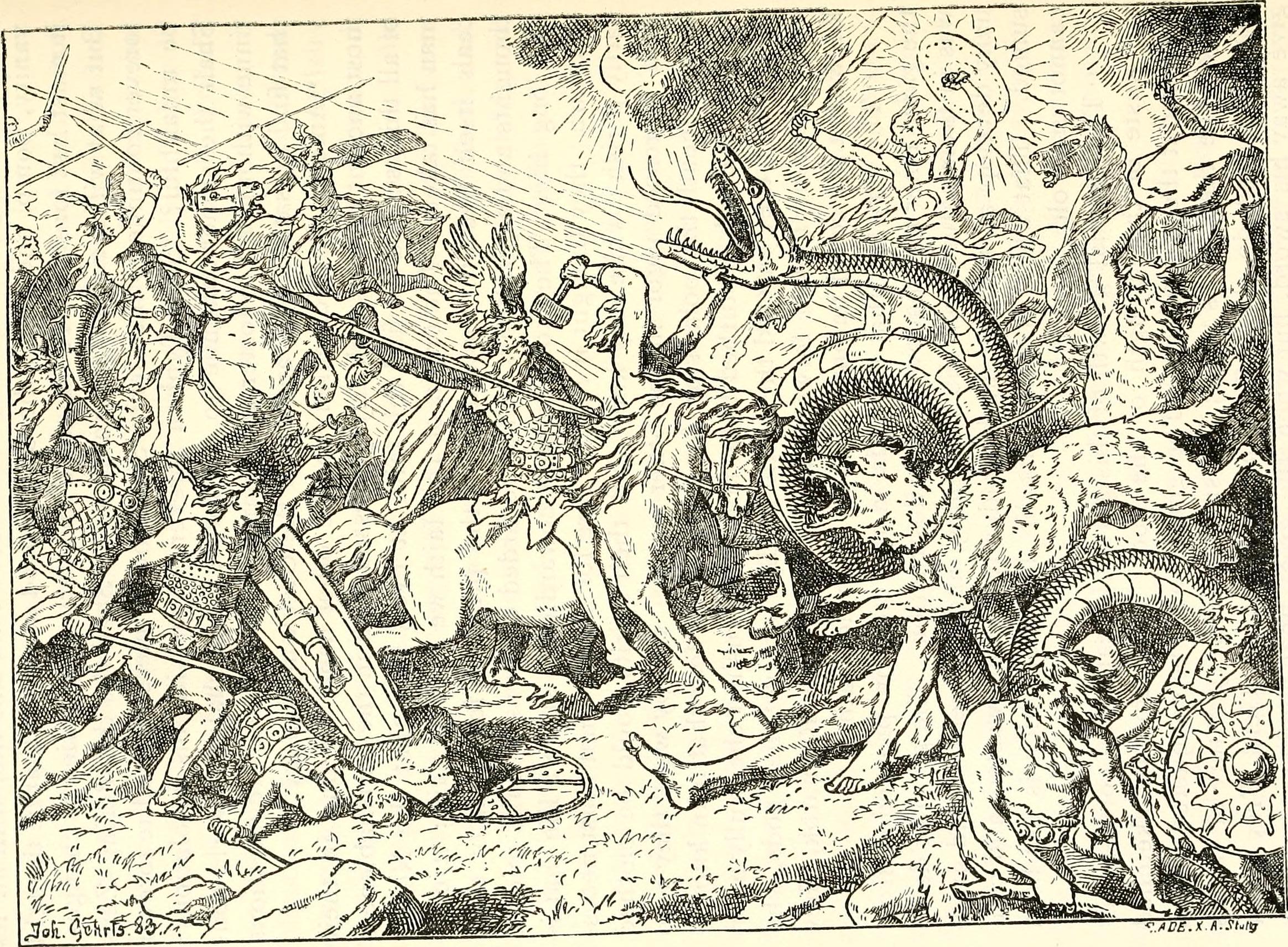
Illustration du Ragnarök (Vieux norrois "Destin final des dieux").

Cette dernière lui explique alors que le serpent de Midgard est la métaphore des rifts d'un réseau de plaques tectoniques, tous connectées à la gigantesque statue de serpent, qui en constituent le point faible. Si jamais la statue est actionnée, des séismes et autres tremblements de terre se produiront partout dans le monde provoquant alors sa destruction. Soucieuse d’empêcher cela, Lara déduit que détruire les structures de soutènement de la statue l’empêcherait d'accomplir son noir office et œuvre alors en cela. Elle arpente alors l'installation et en détruit un. À ce moment, Amanda arrive, poursuivie par des yétis qu'elle ne peut plus contenir, du fait de l'épuisement en énergie de sa pierre spectrale. Poursuivant son travail de démolition, Lara détruit le second point de soutien, ce qui provoque la chute de la statue. Lara jette alors le Marteau de Thor sur Natla qui disparait dans l'eitr. Affaiblie par tous ces évènements, la caverne est sur le point de s’effondrer ; Lara repère alors un cercle de téléportation similaire à celui qui avait transporté sa mère du Népal jusqu'ici. Pour l'activer, il convient de retirer l'épée du rocher au centre du cercle, mais un bloc, détaché d'un des piliers du cercle, empêche le mécanisme de fonctionner. Lara le remet en place, mais ne peut atteindre l'épée à l'inverse d'Amanda qui, après une courte hésitation, attrape la main de Lara et permet aux deux femmes d'être téléportées au Népal. Amanda s'en va de son côté et Lara récupère l'épée en priant pour que sa mère soit en paix.

### Personnages
- Lara Croft (VF : Françoise Cadol) : Riche aristocrate, Lara est une aventurière reconnue. Dans cet opus, elle est sur la quête du Marteaux de Thor, et de sa mère...
- Jacqueline Natla (VF : Marie Zidi) : Ancienne PDG de Natla Industries, et ancienne reine de l’Atlantide, Natla est de retour dans ce volet (voir Tomb Raider: Anniversary).
- Amanda Evert (VF : Bérangère Jean) : Ex-meilleure amie de Lara, elle étudiait avec Lara à l'université. Un terrible accident est venu briser cette amitié (voir Tomb Raider : Legend).
- Le double de Lara Croft (VF : Françoise Cadol) : Le sosie de Lara est une réflexion sombre et puissante créée par Evert et Natla[r]. Elle peut réfléchir par elle-même, contrairement au clone présent dans Anniversary).
- Amélia Croft (VF : muette) (mère de Lara) : La mère de Lara serait à Avalon, ou à Heleim (selon Natla).
- Richard Croft (VF : muet) (père de Lara) : Cherche sans relâche ce qu'il est advenu de sa femme depuis sa disparition. Convaincu de sa présence Avalon, il a parcouru des sites archéologiques à travers le monde, cherchant comment la retrouver. C'est ainsi qu'il périt lors d'un tragique accident.
- Zip (VF : Patrick Borg) : Le bras droit de Lara, il est expert en informatique.
- Alister Fletcher (VF : Martial Le Minoux) : Tout comme Zip, cet historien aide Lara lors de ses aventures.
- Winston Smith (VF : Bruno Magne): Le majordome fidèle de Lara, au service des Croft depuis des générations.

## Système de jeu
Le joueur incarne Lara Croft. Elle peut détruire et utiliser de nombreuses parties du décor, les branches par exemple peuvent servir de levier. Le temps qu'il fait varie du soleil à la pluie torrentielle. Celui-ci se répercute sur le visuel et le gameplay du jeu. Par exemple, la pluie peut aussi rendre les rebords glissants et les prises plus difficiles pour l'escalade, comme dans le niveau du Mexique.
Pour la première fois dans un Tomb Raider, la plupart des mouvements de Lara ont été créés par capture de mouvement, afin de lui donner plus de poids. Pour se déplacer dans le décor, le joueur dispose d'un grappin, comme dans Legend.
En ce qui concerne le système de combat, Lara dispose de ses deux pistolets habituels. Elle peut également combattre à mains nues ce qui lui permet de repousser les ennemis. Au début de chaque niveau, il est possible de choisir une arme supplémentaire parmi une liste d'armes proposées : fusil à pompe, lance-harpon... Enfin, à partir de la "Mer d'Andaman", elle dispose d'une arme supplémentaire : Mjöllnir. Pour l'utiliser, elle peut soit envoyer de la foudre directement à ses adversaires, soit frapper le sol avec pour lancer des éclairs autour d'elle. Tout comme dans Legend avec Excalibur, elle peut donc se servir d'une arme légendaire à la fin du jeu pour combattre ses ennemis.

## Galerie

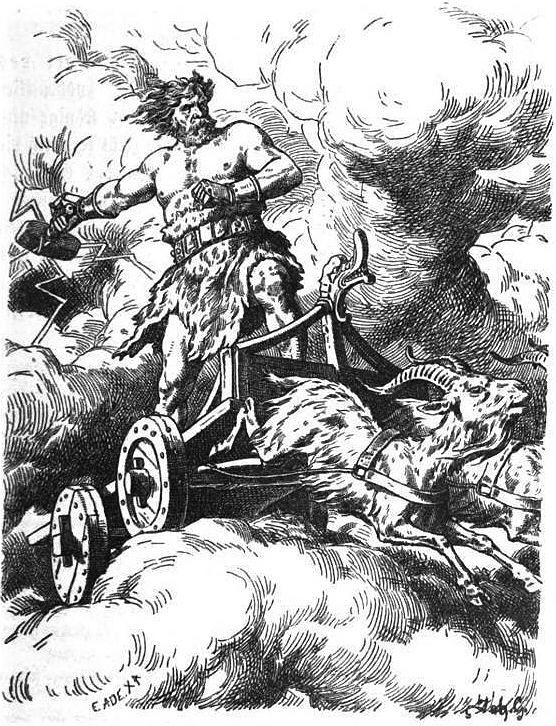
"Thor" (1901) par Johannes Gehrts (en). Thor traverse les cieux en brandissant le marteau étincelant Mjöllnir, les gants Járngreipr et la ceinture Megingjörð. Thor monte son char tiré par les boucs Tanngrisnir et Tanngnjóstr.
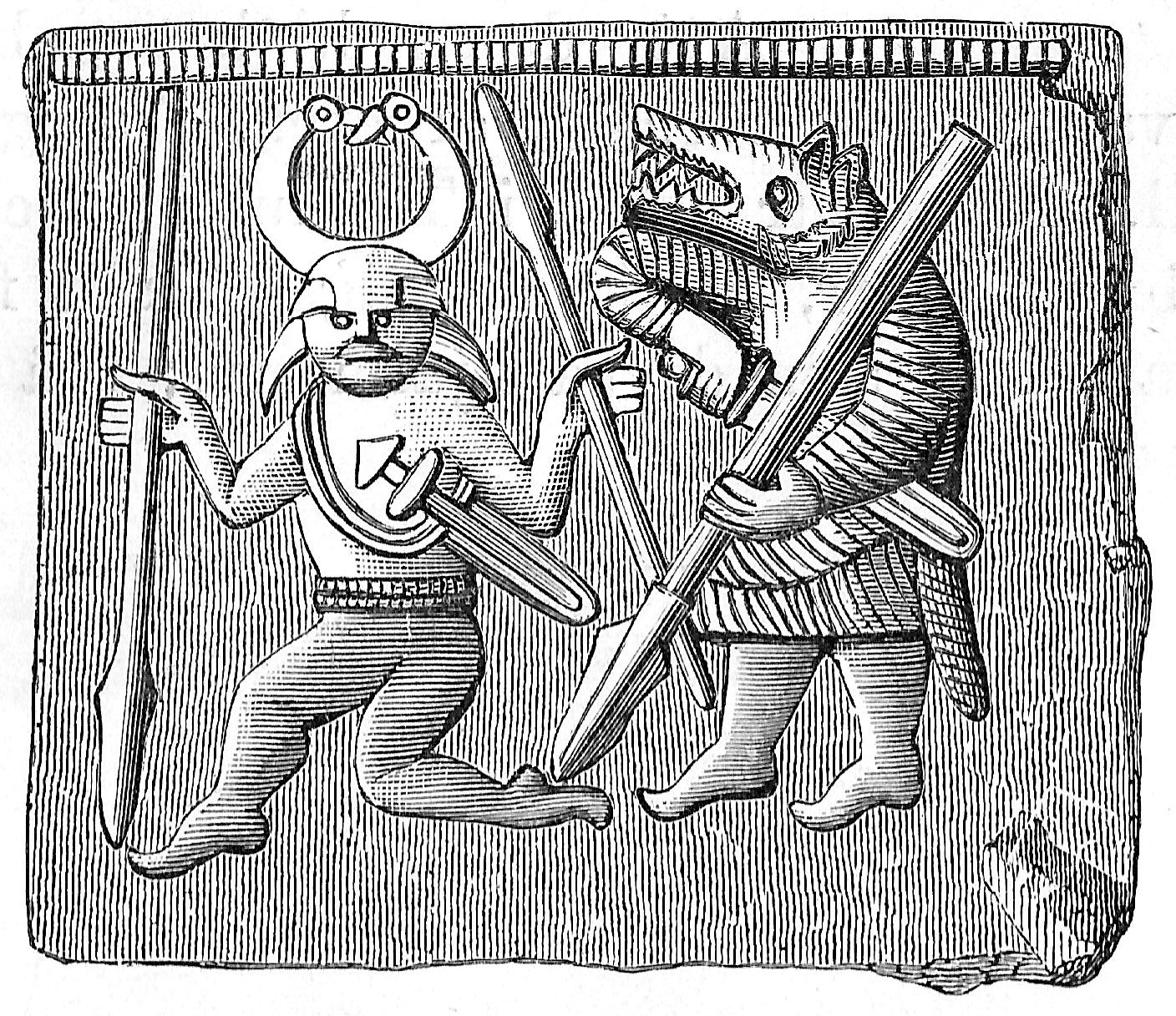
Une des plaques de Torslunda en bronze, représentant un berserker (à droite) tirant une épée du fourreau, et, à gauche, Oden (probablement Odin).
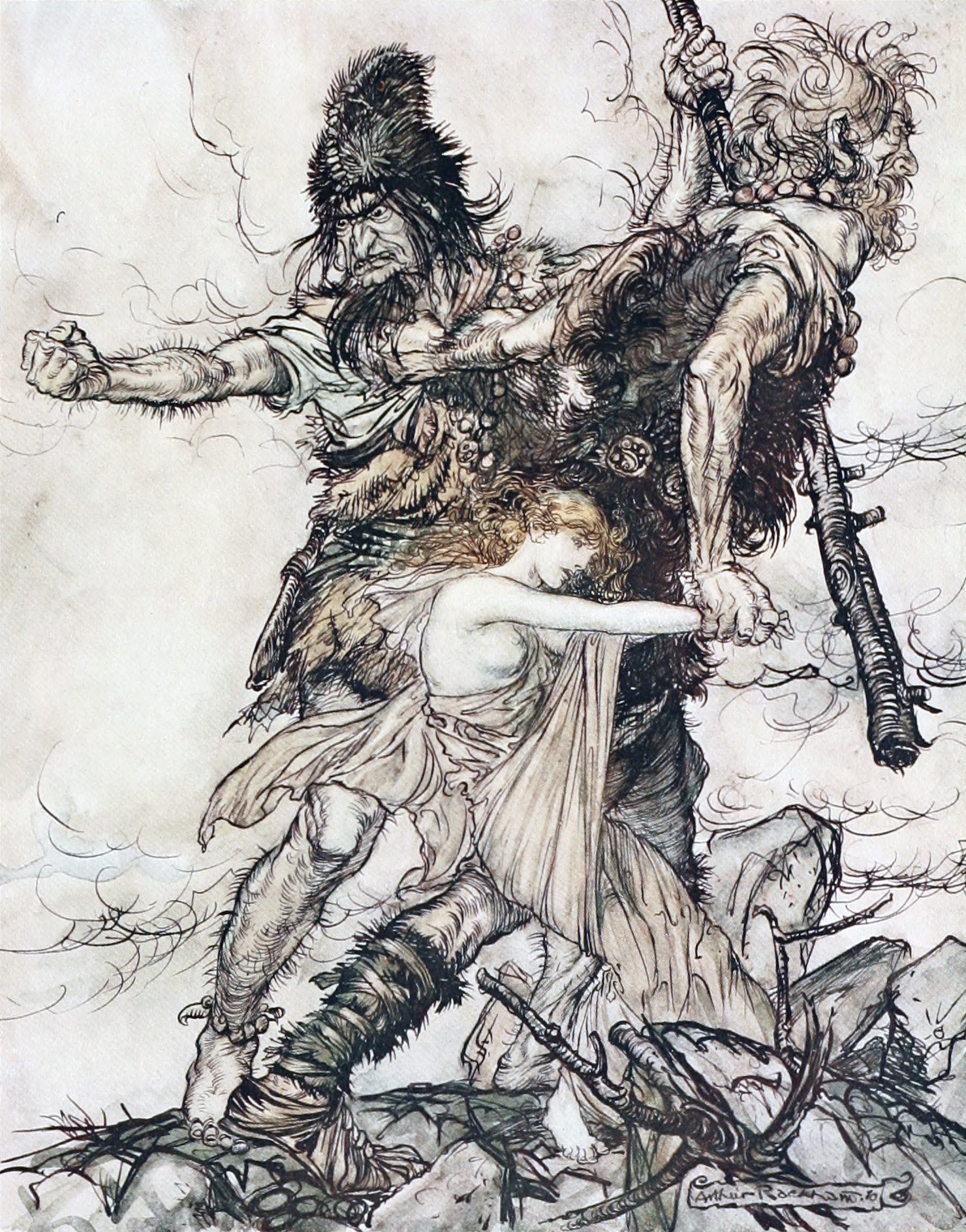
Les jötnar Fasolt et Fafner s'emparent de la déesse Freyja.
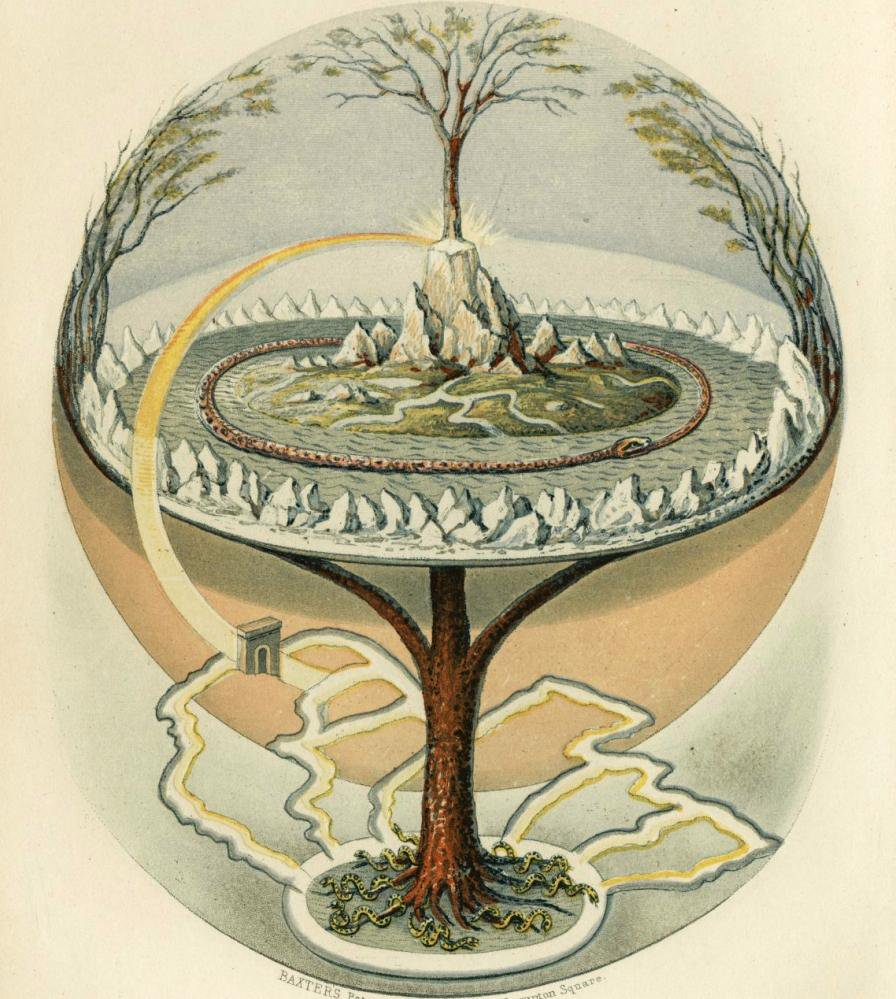
Yggdrasil, Peinture attribuée à Oluf Bagge.
Le dieu Thor en train de combattre Jörmungand (dessin de 1895).

## Développement
- 2006 : début du développement de Tomb Raider Underworld.
- Décembre 2007 : premiers screenshots de Tomb Raider Underworld en version pré-alpha.
- Depuis janvier 2008 : successions d'images et de vidéos.
- 17 octobre 2008 : annonce de la fin du développement de Tomb Raider Underworld, qui passe en version gold.
- 28 octobre 2008 : sortie de la démo de Tomb Raider Underworld sur PC et Xbox 360.
- 21 novembre 2008 : sortie de Tomb Raider Underworld.
- 19 décembre 2008 : première image exclusive de l'extension téléchargeable Beneath the Ashes (Sous les cendres) sur Xbox 360 disponible le 24/02/09.
- 10 mars 2009 : disponibilité de l'extension Lara's Shadow (L'Ombre de Lara) sur Xbox 360.
- 14 juin 2012 : sortie de Tomb Raider Underworld sur Mac OS X.

## Musique
Troels Brun Folmann, le compositeur des bandes son originales de Tomb Raider: Legend et Tomb Raider: Anniversary, est l'auteur du thème principal de Tomb Raider: Underworld. Toutes les autres musiques du jeu ont été écrites par Colin O'Malley.

## Contenus téléchargeable

### Tomb Raider Underworld: L'Ombre de Lara
Développé par Crystal Dynamics, disponible sur le Xbox Live depuis le 10 mars 2009 où le joueur incarne le double démoniaque de Lara Croft.

### Tomb Raider Underworld: Sous les cendres
Disponible sur le Xbox Live depuis le 24 février 2009. Il se déroule dans le manoir de Lara Croft. Le jeu apporte un niveau supplémentaire, et d'autres nouveautés, comme des nouvelles tenues.